# Přírodní park Střední Pojihlaví
Přírodní park Střední Pojihlaví je chráněná přírodní oblast v Jihomoravském kraji a v Kraji Vysočina. Rozkládá se v údolí řeky Jihlavy mezi obcemi Mohelno a Ivančice. Hluboké údolí Jihlavy vytváří jedinečné přírodní prostředí, které vytváří životní prostor vzácným druhům rostlin a živočichů.

## Přírodní poměry
Meandrující řeka dala vzniknout příkrým skalním stěnám a suťovým polím. V této rozmanité a těžko kultivovatelné přírodě na rozhraní panonské a hercynské květeny najdeme dvouřadec pozdní, lomikámen vždyživý, kavyl chlupatý, bažanku vejčitou, brambořík nachový, česnek žlutý a mnohé další rostliny.[zdroj?]
Skály a nedostupná místa jsou výhodnými hnízdišti ptáků. Nalezneme zde výra velkého, ostříže lesního, brhlíka lesního a další. Z plazů a obojživelníků jsou to mlok skvrnitý, ještěrka zelená nebo užovka hladká.[zdroj?]

## Rezervace a přírodní památky v přírodním parku
- Černice
- Biskoupská hadcová step
- Biskoupský kopec
- Bílá skála u Jamolic
- Mohelnička
- Nad řekami
- Pod Havranem
- Pustý mlýn
- Templštejn
- Velká skála

## Turistika
V přírodním parku se nachází zřícenina hradu Templštejna, která dala jméno letovisku v údolí. V severojižním směru protíná park žlutá turistická značka ze Senorad do Jamolic. Údolím vede červená turistická značka z Mohelna do Ivančic.[zdroj?]